# Nadškofija Winnipeg
Nadškofija Winnipeg je rimskokatoliška nadškofija s sedežem v Winnipegu (Kanada).

## Geografija
Nadškofija zajame področje 116.405 km² s 667.209 prebivalci, od katerih je 155.000 rimokatoličanov (23,2 % vsega prebivalstva).
Nadškofija se nadalje deli na 92 župnij.

## Nadškofje
- Arthur Alfred Sinnott (4. december 1915-14. januar 1952)
- Philip Francis Pocock (14. januar 1952-18. februar 1961)
- George Bernard Flahiff (10. marec 1960-31. marec 1982)
- Adam Joseph Exner (31. marec 1982-25. maj 1991)
- Leonard James Wall (25. februar 1992-7. junij 2000)
- James Vernon Weisgerber (7. junij 2000-danes)